# Borden Classic
Il Borden Classic è stato un torneo femminile di tennis che si disputava a Tokyo in Giappone su campi in cemento.

## Albo d'oro

### Singolare
| Anno           | Campionessa         | Finalista           | Punteggio     |
| -------------- | ------------------- | ------------------- | ------------- |
| 1973           | Billie Jean King    | Nancy Richey        | 6-4, 6-4      |
| 1974           | Chris Evert         | Rosie Casals        | 6-0, 6-2      |
| 1975           | Chris Evert         | Françoise Dürr      | 6-2, 6-4      |
| 1976           | Chris Evert         | Sue Barker          | 6-2, 7-6      |
| 1977           | Billie Jean King    | Martina Navrátilová | 7-5, 5-7, 6-1 |
| 1978           | Tracy Austin        | Martina Navrátilová | 6-1, 6-1      |
| 1979 (maggio)  | Martina Navrátilová | Tracy Austin        | 6-1, 6-1      |
| 1979 (ottobre) | Betsy Nagelsen      | Naoko Satō          | 6-3, 6-4      |
| 1980           | Dana Gilbert        | Barbara Jordan      | 5-1, ritiro   |
| 1981           | Kathy Rinaldi       | Julie Harrington    | 6-1, 7-5      |
| 1982           | Lisa Bonder-Kreiss  | Shelley Solomon     | 2-6, 6-0, 6-3 |
| 1983           | Lisa Bonder-Kreiss  | Laura Gildemeister  | 6-1, 6-3      |
| 1984           | Etsuko Inoue        | Beth Herr           | 6-0, 6-0      |

### Doppio
| Anno           | Campionesse                            | Finalista                       | Punteggio     |
| -------------- | -------------------------------------- | ------------------------------- | ------------- |
| 1974           | Rosie Casals Lesley Hunt               | Julie Heldman Kazuko Sawamatsu  | 6-3 6-4       |
| 1975           | Rosie Casals Françoise Dürr            | Jeanne Evert Ol'ga Morozova     | 6-3, 6-3      |
| 1976           | Sue Barker Ann Kiyomura                | Rosie Casals Françoise Dürr     | 4-6, 6-3, 6-1 |
| 1978           | Martina Navrátilová Betty Stöve        | Tracy Austin Kathy May Fritz    | 4-6, 7-6, 6-3 |
| 1979 (maggio)  | Rosie Casals Martina Navrátilová       | Tracy Austin Laura duPont       | 6-4, 3-6, 6-3 |
| 1979 (ottobre) | Yu Li-Qiao Chen Chuan                  | Sue Saliba Mary Sawyer          | 7-6, 3-6, 7-5 |
| 1980           | Lindsay Morse Jean Nachand             | Nerida Gregory Marie Pinterova  | 6-3, 6-1      |
| 1981           | Marianne van der Torre Nanette Schutte | Elizabeth Smylie Kim Steinmetz  | 6-2, 6-4      |
| 1982           | Naoko Satō Brenda Remilton             | Laura duPont Barbara Jordan     | 2-6, 6-3, 6-3 |
| 1983           | Chris O'Neil Pam Whytcross             | Brenda Remilton Naoko Satō      | 5-7, 7-6, 6-3 |
| 1984           | Mercedes Paz Ronni Reis                | Emilse Raponi Adriana Villagrán | 6-4, 7-5      |